# 李殷衡
李殷衡（9世纪—10世纪），中国五代十国时期政权南汉官员，拜为宰相。

## 家世
李殷衡生年不详。他来自显赫的官僚家族赵郡李氏，曾祖父李吉甫和祖父李德裕都曾任宰相。李德裕在唐武宗年间尤其有权，掌控国政。武宗崩，唐宣宗继位后，李德裕失权，最终被贬，儿子李烨即李殷衡的父亲一同被贬。因此李殷衡不能在早年得到重要官职。
唐朝灭亡后，李殷衡效力后梁开国皇帝梁太祖，为右补阙。开平二年（908年），太祖派膳部郎中赵光裔充官告使，李殷衡为副，出使控制清海军且名义附庸于梁的军阀刘隐，授其清海军和静海军节度使。赵光裔和李殷衡到清海军后，刘隐将他们留在自己的幕府，没有送他们回梁。李殷衡因中原多兵戈，于是乐于安居岭南。刘隐对他敬重礼待，多次让他参与军事规划，署为节度判官。

## 效力刘䶮
贞明三年（917年），刘隐的弟弟和继任者刘岩称大越皇帝（不久改国号汉，故史称南汉）。他任李殷衡、赵光裔和杨洞潜为宰相，授同中书门下平章事，以李殷衡为礼部侍郎。不久，他卒于任上，但卒年不详。

## 轶闻
李殷衡的姐夫唐朝宰相刘瞻有子刘赞，少孤，也不聪明，李殷衡督促他读书，常打他，也没有长进。一次，刘赞逃到嵩山，遇到一白衣老人，老人说：“给你开心，聪明必定过人十倍。”从此刘赞每天背诵一卷书，又有文才，后来中进士，后梁年间充崇政院学士，还对李殷衡念念不忘，也是一桩异事。

## 评价
- 《十国春秋》论曰：（李）殷衡为卫公之后，左右霸王，无咎无誉。